# 鲍里斯·瓦莱约
鲍里斯·瓦莱约（Boris Vallejo，1941年1月8日—）是一名秘鲁裔美国画家，主要从事科幻、奇幻及情色题材的创作。其具有想象力的绘画出现在许多科幻和奇幻小说的封面上。
瓦莱约生于秘鲁首都利马，曾就读于秘鲁国立艺术学院，1964年移居美国。他为众多的科学幻想出版社绘制了无数的精美作品，同时也经常为书刊封面、盒式影带动画广告绘制插图。其作品经常使用美丽少女和令人恐怖的怪兽作为题材，展示着他那种大胆、清晰的绘画风格。